# Deliah
Deliah est le troisième album de la série de bande dessinée Capricorne, écrite et dessinée par Andreas. Cet album a été publié en avril 1998 aux Éditions du Lombard. C'est la suite directe du précédent tome, Électricité.
Dans cette histoire, Andreas éclaire le passé de Deliah Darkthorn, un personnage qui avait fait sa première apparition dans la série Rork en 1980.

## Résumé
L'histoire débute par une planche servant de prologue: Deliah est en consultation avec un voyant, "Monsieur Zeus". Celui-ci est étonné de ne rien voir dans sa boule de cristal, que la jeune femme vient de toucher. Irrité par l'attitude moqueuse de Deliah, Zeus la congédie brusquement.
La deuxième planche montre comment Deliah est reçue par Astor et Ash: elle est venue se "faire tirer l'horoscope" par Capricorne. Capricorne arrive au même moment, il est de retour de son entrée au "Club'29" où il s'est fait interroger par "ce que la ville compte de plus cynique et prétentieux". Sa motivation pour cette manœuvre est de trouver de nouveaux clients. Deliah lui fait savoir que son père fréquente également ce Club. Deliah révèle le but de sa visite: elle aimerait "se trouver" un pouvoir surnaturel, tel que la télékinésie ou la télépathie. Capricorne étudie son thème astral, et y voit une anomalie qu'il ne parvient pas à expliquer.
Observant le départ de Deliah par la fenêtre de son bureau, Capricorne voit la jeune femme se faire kidnapper par deux inconnus. Se précipitant à sa poursuite, il rattrape leur voiture et assomme l'un des hommes, tandis que le deuxième s'enfuit. Alors que Capricorne cherche à interroger le malfrat, un mécanisme meurtrier se déclenche: des pointes métalliques surgissent de son corps, tuant l'inconnu. On observe un tatouage de poisson rouge sur l'avant-bras du cadavre.
Après cet incident, Capricorne conduit Deliah chez son père, le richissime homme d'affaires Jeremy Darkthorn. Celui-ci demande Capricorne de veiller sur Deliah, "le temps de tirer cette affaire au clair". Deliah s'installe donc dans l'immeuble de Capricorne.

### À la recherche d'un talent surnaturel
Deliah mène des recherches dans la bibliothèque d'Astor. Elle visite plusieurs praticiens du surnaturel, accompagnée par Ash Grey: 
- Big Rhodes, dont la magie repose sur un mécanisme diffusant des "parfums paradisiaques". L'expérience échoue, en raison d'un insecte ayant bloqué le mécanisme.
- Semie Ramis, une "sorcière végétale". En présence de Deliah, le mélange d'herbes de Mme Ramis produit un breuvage infect.
- Alexander Pharos, gourou pratiquant des "techniques transcendentales" érotiques. Ses fumigations provoquent une toux qui lui fait perdre ses moyens.
- Diana Simetra, medium qui lit dans les intestins d'animaux.

À chaque fois, les expériences magiques échouent de façon grotesque.
Dans ses déplacements, Deliah est constamment suivie par des individus suspects. Alors que Capricorne cherche à questionner l'un d'eux, le mécanisme infernal à pointes se déclenche. L'homme expire en prononçant le mot "rutilus".

### L'invocation au cimetière
Le lendemain, Deliah a disparu. Un marque-page laissé dans un livre que Deliah a étudié donne un indice: un cimetière. À la nuit tombée, toutes les factions se retrouvent dans ce cimetière, où a lieu une cérémonie d'invocation d'un "être céleste". Cachés parmi les pierres tombales: l'homme moustachu et Ira Zeus, Ted Sharp et trois hommes en noir (des hommes de main de Jeremy), Manga le sabreur...
L'invocation échoue: au lieu d'un ange, elle fait apparaître trois démons, qui ont la forme de dragons violacés, et se précipitent sur Deliah. Manga parvient à tuer les trois monstres, sauvant la vie à Deliah et Capricorne.

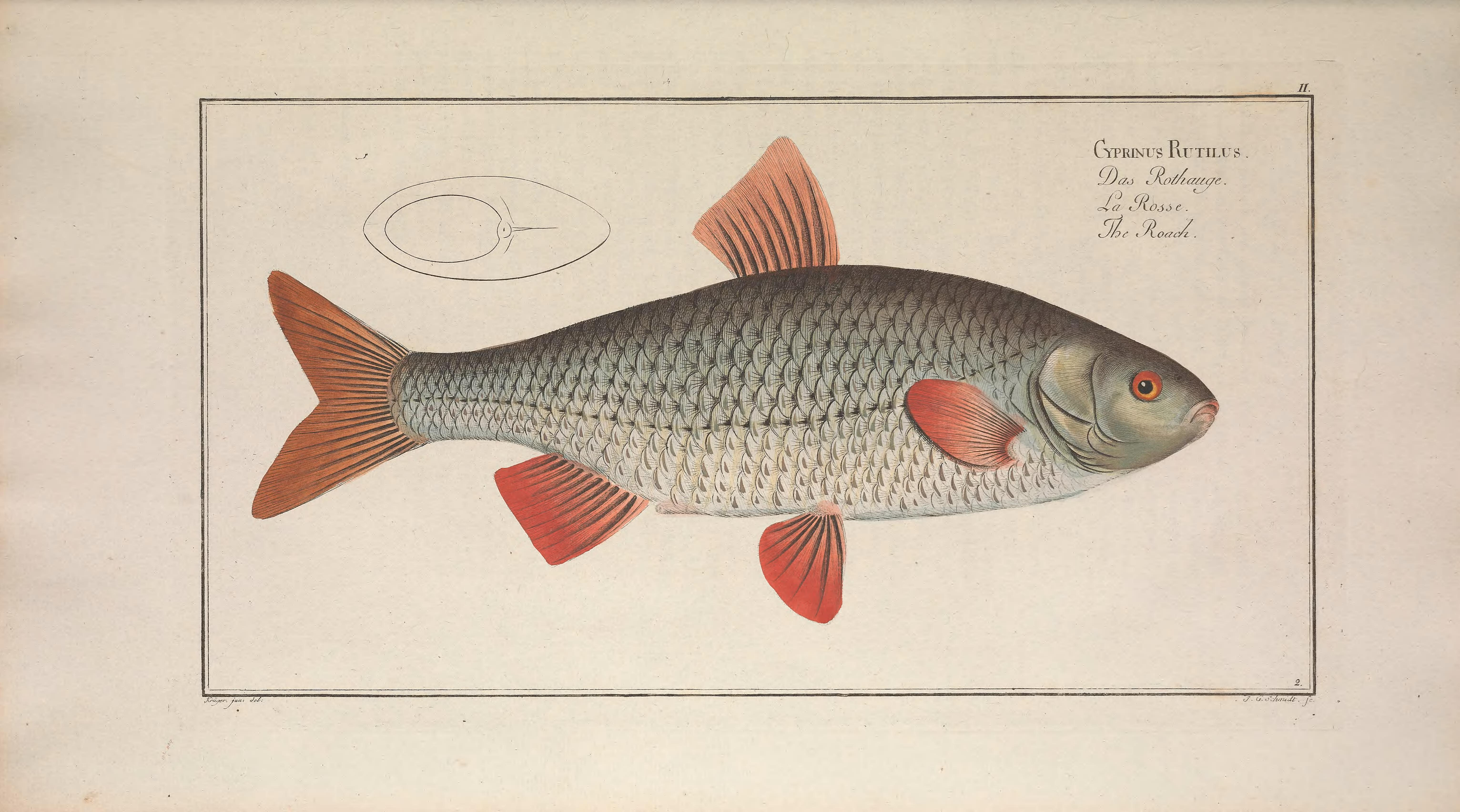
Un rutilus, symbole tatoué qui identifie les membres de la secte des Mentors.

Après cet affrontement, Ira Zeus livre quelques informations: il fait partie de la confrérie qui porte le tatouage du poisson (un gardon, en latin "rutilus rutilus"). Leur but: "nous luttons contre la fatalité, l'être humain est libre de choisir sa destinée". Cette société a cherché à enlever Deliah afin qu'elle les aide avec son véritable talent: "briser le destin, troubler le bon fonctionnement des choses". Cependant, ayant été touchée par l'un des démons, elle a perdu ce pouvoir.
Alors que les hommes de Jeremy Darkthorn demandent à Zeus et son acolyte "plus de détails sur cette société secrète", le mécanisme à pointes se déclenche et tue les deux hommes.

### L'autel de tous les pouvoirs
Après l'affaire du cimetière, Darkthorn demande à Capricorne de renvoyer immédiatement Deliah. Celle-ci, ayant conservé l'un des livres de la bibliothèque, demande au chauffeur de la conduire à une nouvelle destination: "L'autel de tous les pouvoirs". L'ayant suivie, Capricorne et Astor observent une scène qui correspond à la première planche de l'histoire Low Valley: Rork découvre la jeune femme évanouie, et l'emmène avec lui (c'est le début de l'histoire Low Valley, publiée en 1980 et comprise dans le premier album de Rork, Fragments).
La dernière planche montre la rencontre entre Jeremy Darkthorn et Mordor Gott. Ce dernier propose à Darkthorn de s'associer à son projet mystérieux qui exige des moyens importants.

### Personnages
- Ira Zeus: voyant extralucide. Membre de la confrérie au tatouage de poisson, qui "lutte contre la fatalité".
- Le Concept: mouvement politique qui apparait dans cette histoire en filigrane: distribution de pamphlets politiques marqués d'un symbole (qui figure sur l'une des cartes du destin); achat d'armes en grandes quantités auprès de membres du Club'29.

## Histoire éditoriale
- Publication en album, Le Lombard, avril 1998,  (ISBN 2-8036-1337-9)
- Nouvelle édition, collection "Troisième vague", Le Lombard, 1999,  (ISBN 2-8036-1435-9)
- Inclus dans L'intégrale Capricorne – Tome 1, Le Lombard, 2019, 232 pages,  (ISBN 978-2-8036-7036-9)

## Récompenses
- 1999 : Prix Bob-Morane de la meilleure bande dessinée pour l'album Deliah[2]

- 2008 : Prix Bob-Morane du meilleur lauréat des 10 années précédentes pour l'album Deliah